# Administrador de Infraestructuras Ferroviarias
Administrador de Infraestructuras Ferroviarias, ADIF – hiszpańskie przedsiębiorstwo państwowe, działające pod nadzorem Ministerstwa Robót Publicznych i Transportu (hiszp. Ministerio de Fomento) i odpowiedzialne za budowę oraz zarządzanie większości infrastruktury kolejowej w Hiszpanii. Powstało ono w 2005 r. w wyniku podziału Krajowej Sieci Kolei Hiszpańskich RENFE na dwie spółki:
- Renfe Operadora, jako właściciel pociągów i podmiejskich stacji kolejowych, odpowiedzialny jest za ruch pociągów, który współpracuje także z innymi przedsiębiorstwami kolejowymi.
- ADIF, zajmujący się budową nowej infrastruktury kolejowej, modernizacją istniejącej oraz zarządzaniem infrastrukturą kolejową w kraju.